# Scotts Mills
Scotts Mills és una població dels Estats Units a l'estat d'Oregon. Segons el cens del 2000 tenia 312 habitants.

## Demografia
Segons el cens del 2000, Scotts Mills tenia 312 habitants, 107 habitatges, i 80 famílies. La densitat de població era de 376,4 habitants per km².
Dels 107 habitatges en un 37,4% hi vivien nens de menys de 18 anys, en un 53,3% hi vivien parelles casades, en un 13,1% dones solteres, i en un 25,2% no eren unitats familiars. En el 18,7% dels habitatges hi vivien persones soles el 5,6% de les quals corresponia a persones de 65 anys o més que vivien soles. El nombre mitjà de persones vivint en cada habitatge era de 2,92 i el nombre mitjà de persones que vivien en cada família era de 3,3.
Per edats la població es repartia de la següent manera: un 28,8% tenia menys de 18 anys, un 8% entre 18 i 24, un 30,8% entre 25 i 44, un 19,6% de 45 a 60 i un 12,8% 65 anys o més.
L'edat mediana era de 36 anys. Per cada 100 dones de 18 o més anys hi havia 100 homes.
La renda mediana per habitatge era de 35.208$ i la renda mediana per família de 37.500$. Els homes tenien una renda mediana de 31.000$ mentre que les dones 20.000$. La renda per capita de la població era de 15.033$. Aproximadament el 9% de les famílies i el 10,7% de la població estaven per davall del llindar de pobresa.

## Poblacions més properes
El següent diagrama mostra les poblacions més properes.